# João Fantoni

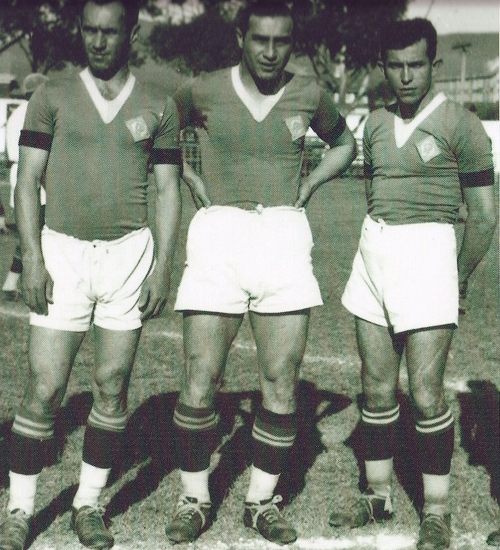
Ninão, seu irmão Niginho e Bengala, no então Palestra Itália

João Fantoni, conhecido no Brasil como Ninão e na Itália como Fantoni I (Belo Horizonte, 24 de julho de 1905 — Belo Horizonte, 19 de julho de 1982), foi um futebolista ítalo-brasileiro.
Ninão perteceu a uma família cruzeirense: ele, os irmãos Leonízio Fantoni (Niginho) e Orlando Fantoni e o primo Otávio Fantoni (Nininho) foram atletas do clube. Ninão, Niginho e Nininho atuaram ainda na época em que a Raposa chamava-se Palestra Itália. Os quatro jogaram também na Lazio, onde compuseram uma dinastia: ele foi Fantoni I, Nininho foi Fantoni II, Niginho foi Fantoni III e Orlando, Fantoni IV. 
João defendeu o Palestra por duas passagens, entre 1923 e 1931 e entre 1933 e 1938, sendo o atacante de melhor média de gols no clube: 1,45 por jogo, tendo marcado 176 vezes em 121 partidas. Na Lazio, onde jogou ao lado de Nininho e Niginho, marcou 55 vezes. É o quinto maior artilheiro do clube mineiro, pelo qual seus filhos Benito e Fernando Fantoni atuaram na década de 1960. Fernando também passaria pela Lazio, como Fantoni V.
Em jogos históricos do Palestra, João aparece em dois momentos: em 1927, marcou os dois gols "de honra" na goleada de 9 x 2 aplicada pelo Atlético Mineiro, e no Campeonato Mineiro de 1928, foi o artilheiro que mais marcou gols em uma mesma partida, anotando 10 dos 15 gols do Palestra contra o Alves Nogueira.